# Peter Sarantopoulos
Peter Sarantopoulos (Toronto, 2 maggio 1968) è un ex calciatore ed ex giocatore di calcio a 5 canadese.

## Carriera

### Calcio
Con il Canada ha partecipato al Campionato mondiale di calcio Under-20 1987 in Cile, una volta terminato il periodo in nazionale giovanile ha partecipato alle qualificazioni per la Coppa del mondo del 1990 e del 1994.

### Calcio a 5
Come massimo riconoscimento in carriera vanta la partecipazione, con la Nazionale maschile di calcio a 5 del Canada, al FIFA Futsal World Championship 1989 dove i nordamericani sono stati eliminati al primo turno nel girone comprendente Belgio, Argentina e Giappone.